# Cardonville
Cardonville é uma comuna francesa na região administrativa da Normandia, no departamento Calvados. Estende-se por uma área de 3,26 km². Em 2010 a comuna tinha 106 habitantes (densidade: 32,5 hab./km²).